# John Danneley
John Danneley (Dakingham, 1786 - Londres, 1836) fou un compositor i escriptor anglès.
Va fer els estudis en la seva ciutat natal i a París, i a més d'algunes composicions poc importants per a cant i piano, va escriure: An Encyclopedia, or Dictionary of Music (Londres, 1825), i A Musical Grammar (Londres, 1826).